# 陈庆港
陈庆港（1966年6月—），是一家中国摄影记者。主要关注南京大屠杀，慰安妇，西部贫困等主题。

## 生平
1966年出生于连云港，毕业于南京师范大学摄影系，2001年进入《青年时报》，后为《杭州日报》首席记者。目前供职于《浙江日报》。同时还担任浙江农林大学教授。

## 荣誉
2008年作品《走出北川》获得第52届世界新闻摄影比赛突发新闻类单幅一等奖。

## 著作
- 《血痛》，北京出版社，2005年8月，ISBN 9787200061031
- 《真相》，江苏文艺出版社，2007年8月，ISBN 9787539926339
- 《丽嘉则拉》，江苏文艺出版社，2010年9月，ISBN 9787539930442
- 《十四家》，江苏文艺出版社，2011年8月，ISBN 9787539942636
- 《冈底斯遗书》，江苏文艺出版社，2014年4月，ISBN 9787539965512
- 《最漫长的十四天》江苏凤凰文艺出版社，2015年9月，ISBN 9787539985138
- 《37：慰安妇调查纪实》江苏凤凰文艺出版社，2018年8月，ISBN 9787559415844